# Circuito Hípico de Portugal

Capa do Diário de Notícias de 1925.

O Circuito Hípico de Portugal consistiu numa volta a Portugal a cavalo organizada pelo Diário de Notícias a 10 de Outubro de 1925.
O mapa desta volta será, dois anos mais tarde referência para o desenho da primeira Volta a Portugal em bicicleta.
A popularidade da disputa deve-se ao facto da vitória ter sido discutida entre um militar, que usou três montadas, e um civil, José Tanganho, que ganha a prova usando para o efeito unicamente o seu próprio cavalo.